# Aéroport Kazi Nazrul Islam
L'aéroport de Kazi Nazrul Islam (IATA: RDP, ICAO: VEDG) est un aéroport de terrain vert[Quoi ?] situé à Andal, Paschim Bardhaman, au Bengale-Occidental, en Inde. Il porte le nom du poète bengali Kazi Nazrul Islam et dessert la ville jumelle de Durgapur et Asansol. L'aéroport est à environ 15 km de la gare routière du centre-ville de Durgapur et à 25 km de la gare routière de la ville d'Asansol et est un projet de Bengal Aerotropolis Projects Limited (BAPL).
L'arrière-pays de l'aéroport[pas clair] comprend les villes de Bardhaman, Bankura, Bishnupur, Purulia, Sainthia, Suri, Bolpur, Rampurhat au Bengale-Occidental et Dhanbad et Bokaro dans le Jharkhand. Il fait partie de la première aérotropole privée du pays en cours de développement par Bengal Aerotropolis Projects Limited (BAPL). L'aéroport a été officiellement inauguré le 19 septembre 2013 par Mamata Banerjee, la ministre en chef du Bengale-Occidental. L'aéroport de Kazi Nazrul Islam est le troisième plus grand aéroport du Bengale-Occidental en mouvement de passagers pour l'année 2018-2019 et le 61e aéroport le plus fréquenté d'Inde.

## Histoire

### Début de l'aéroport
Le 10 mai 2015, le Premier ministre Narendra Modi est devenu le premier passager à utiliser le nouvel aéroport lorsqu'il s'est rendu à Delhi à bord d'un Boeing 737 VIP appartenant à l'armée de l'air indienne, avant même que les compagnies aériennes commerciales ne commencent leurs opérations régulières depuis l'aéroport. L'opération commerciale prévue a débuté le 18 mai 2015. Une autre compagnie aérienne, Zoom Air, a également commencé des vols sur la liaison Delhi - Durgapur - Calcutta, mais a suspendu le vol au bout de trois mois en raison d'une pénurie de passagers. Enfin, l'aéroport a gagné en popularité en 2018 avec des liaisons Air India vers Delhi et Hyderabad et SpiceJet vers Bombay et Chennai en octobre 2019.
L'aéroport a été construit sur 650 acres (pour être agrandi à l'avenir) pour un coût de 6 milliards de roupies. Quelque 70 % de l'aéroport dispose d'espaces verts ouverts pour permettre des espaces verts frais dans la zone aéroportuaire[incompréhensible].
Le gouvernement de l'État détient également une participation de 26,05 % dans la West Bengal Industrial Development Corporation. Changi Airports International (CAI) de Singapour détient une participation de 30,21 % dans BAPL.

## Infrastructures

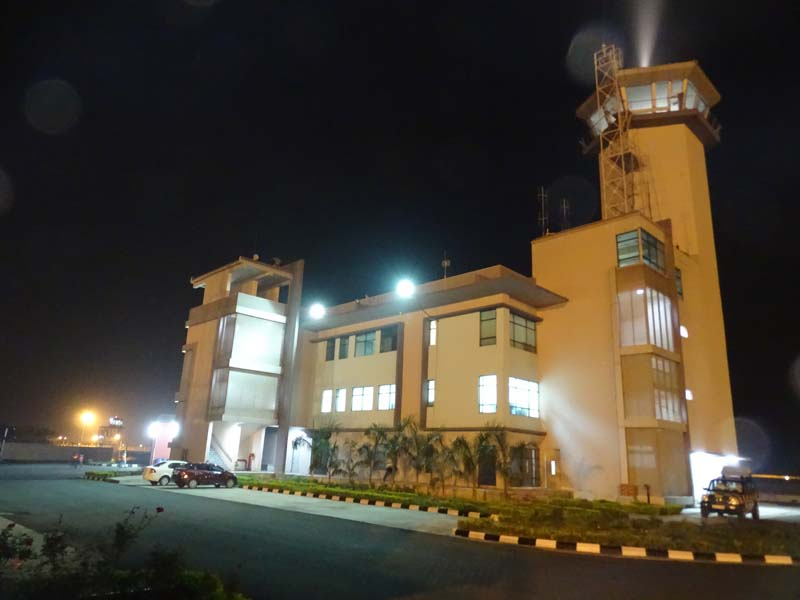
Le contrôle du trafic aérien

Le terminal passagers de 5 750 m2 a une capacité de 1 million de passagers par an et peut être étendu à une capacité de 2,5 millions par an à l'avenir. Il dispose de six comptoirs d'enregistrement avec équipement terminal à usage commun (CUTE) dans le hall des départs et de deux bandes transporteuses de bagages dans le hall des arrivées. L'aéroport est équipé d'installations d'extinction d'incendie et de sauvetage de catégorie VI.
La piste de 2 800 mètres de l'aéroport (qui peut être étendue à 3 315 mètres) est équipée d'un système d'atterrissage aux instruments (ILS) CAT I et peut accueillir des avions à fuselage étroit tels que l'Airbus A320 et le Boeing 737. L'aire de trafic de l'aéroport dispose de quatre places de parking et d'un héliport. 
Les aéroports suivants sont reliés à d'autres villes par les compagnies aériennes :
- Air India : Delhi, Hyderabad, Calcutta[5],[6]
- IndiGo : Ahmedabad, Bangalore, Delhi, Guwahati, Hyderabad[7],[8],[9]
- Spice Jet : Bangalore[10], Chennai, Delhi, Hyderabad, Bombay, Pune[11],[12]

## Statistiques
Pour des raisons techniques, il est temporairement impossible d'afficher le graphique qui aurait dû être présenté ici.

Voir la requête brute et les sources sur Wikidata.